# Primera División 2013/2014
Soutěžní ročník Primera División 2013/14 (podle sponzora zvaný taktéž Liga BBVA 13/14 nebo Liga Nacional de Fútbol Profesional, LFP), byl 83. ročníkem nejvyšší španělské fotbalové ligy Primera División. Soutěž byla započata 17. srpna 2013 a poslední zápas se odehrál 18. května 2014. Soutěže se zúčastnilo celkem 20 týmů. Sedmnáct jich postoupilo z předchozího ročníku a spadnuvší týmy nahradily 3 nové ze Segunda División.
Obhájcem mistrovského titulu z ročníku 2012/13 byla FC Barcelona, která po roční pauze sesadila z nejvyšší příčky Real Madrid. Tyto dva kluby byly v posledních letech prakticky jedinými favority na titul a nejinak tomu mělo být i v této sezóně.
V každoročním Superpoháru Supercopa de España, kde se utká vítěz Primera División a vítěz Copa del Rey, se v ročníku 2013 utkaly týmy Atlético Madrid, jako vítěz Copa del Rey 2012/13 a FC Barcelona, jako vítěz Primera División 2012/13. Oba zápasy skončily remízou, v Madridu se hrálo 1–1, v Barceloně 0–0, první trofej sezony tak získala FC Barcelona díky vstřelenému gólu na hřišti soupeře.
V lize se sice v popředí dle očekávání pohybovaly hned od počátku Real Madrid a FC Barcelona, ovšem všemi prognózami důkladně zamíchalo Atlético Madrid. Od počátku se drželo v těsném závěsu za vedoucí Barcelonou. Poprvé se dostalo do čela tabulky v 22. kole, avšak jen na krátko. Podruhé opanovalo tabulku v 29. kole a až do konce už před sebe nikoho nepustilo. Liga měla dramatický závěr, před posledním kolem vedlo Atlético před Barcelonou o tři body, ovšem zajíždělo právě do Barcelony, jíž by vítězství zajistilo obhajobu titulu. Klíčový zápas skončil 1–1 a Atlético Madrid tak mohlo slavit svůj 10. ligový titul, na který si počkalo 18 let.

## Kluby a stadióny
| Tým             | Lokalizace stadiónu | Stadión                  | Kapacita |
| --------------- | ------------------- | ------------------------ | -------- |
| Almería         | Almería             | Estadio del Mediterráneo | 22,000   |
| Athletic Bilbao | Bilbao              | San Mamés                | 53,332   |
| Atlético Madrid | Madrid              | Vicente Calderón         | 54,851   |
| Barcelona       | Barcelona           | Camp Nou                 | 99,354   |
| Celta de Vigo   | Vigo                | Balaídos                 | 31,800   |
| Elche           | Elche               | Martínez Valero          | 36,017   |
| Espanyol        | Barcelona           | Cornellà-El Prat         | 40,500   |
| Getafe          | Getafe              | Coliseum Alfonso Pérez   | 17,700   |
| Granada         | Granada             | Nuevo Los Cármenes       | 22,524   |
| Levante         | Valencie            | Ciutat de València       | 25,534   |
| Málaga          | Málaga              | La Rosaleda              | 30,044   |
| Osasuna         | Pamplona            | El Sadar                 | 19,553   |
| Rayo Vallecano  | Madrid              | Campo de Vallecas        | 15,489   |
| Real Madrid     | Madrid              | Santiago Bernabéu        | 85,454   |
| Real Sociedad   | San Sebastián       | Anoeta                   | 32,076   |
| Betis Sevilla   | Sevilla             | Benito Villamarín        | 52,500   |
| FC Sevilla      | Sevilla             | Ramón Sánchez Pizjuán    | 45,500   |
| Valencia        | Valencie            | Mestalla                 | 55,000   |
| Valladolid      | Valladolid          | Nuevo José Zorrilla      | 26,512   |
| Villarreal      | Villarreal          | El Madrigal              | 24,890   |

## Tabulka
| Poř. | Tým             | Z  | V  | R  | P  | VG  | OG | B  |
| ---- | --------------- | -- | -- | -- | -- | --- | -- | -- |
| 1.   | Atlético Madrid | 38 | 28 | 6  | 4  | 77  | 26 | 90 |
| 2.   | FC Barcelona    | 38 | 27 | 6  | 5  | 100 | 33 | 87 |
| 3.   | Real Madrid     | 38 | 27 | 6  | 5  | 104 | 38 | 87 |
| 4.   | Athletic Bilbao | 38 | 20 | 10 | 8  | 66  | 39 | 70 |
| 5.   | Sevilla FC 1    | 38 | 18 | 9  | 11 | 69  | 52 | 63 |
| 6.   | Villarreal CF   | 38 | 17 | 8  | 13 | 60  | 44 | 59 |
| 7.   | Real Sociedad   | 38 | 16 | 11 | 11 | 62  | 55 | 59 |
| 8.   | Valencia CF     | 38 | 13 | 10 | 15 | 51  | 53 | 49 |
| 9.   | Celta de Vigo   | 38 | 14 | 7  | 17 | 49  | 54 | 49 |
| 10.  | Levante UD      | 38 | 12 | 12 | 14 | 35  | 43 | 48 |
| 11.  | Málaga CF       | 38 | 12 | 9  | 17 | 39  | 46 | 45 |
| 12.  | Rayo Vallecano  | 38 | 13 | 4  | 21 | 46  | 80 | 43 |
| 13.  | Getafe CF       | 38 | 11 | 9  | 18 | 35  | 54 | 42 |
| 14.  | RCD Espanyol    | 38 | 11 | 9  | 18 | 41  | 51 | 42 |
| 15.  | Granada CF      | 38 | 12 | 5  | 21 | 32  | 56 | 41 |
| 16.  | Elche CF        | 38 | 9  | 13 | 16 | 30  | 50 | 40 |
| 17.  | UD Almería      | 38 | 11 | 7  | 20 | 43  | 71 | 40 |
| 18.  | CA Osasuna      | 38 | 10 | 9  | 19 | 32  | 62 | 39 |
| 19.  | Real Valladolid | 38 | 7  | 15 | 16 | 38  | 60 | 36 |
| 20.  | Betis Sevilla   | 38 | 6  | 7  | 25 | 36  | 78 | 25 |

Poznámky:
- Z = Odehrané zápasy; V = Vítězství; R = Remízy; P = Prohry; VG = Vstřelené góly; OG = Obdržené góly; B = Body
- 1  Vítěz (Real Madrid) i finalista (FC Barcelona) Copa del Rey 2013/14 si zajistili účast v Lize mistrů UEFA, takže pozice pro vítěze Copa del Rey v základní skupině Evropské ligy UEFA přešla na 5. tým tabulky – Sevilla FC. Ta má ovšem účast v základní skupině Evropské ligy UEFA 2014/15 zajištěnu i z pozice vítěze předcházejícího ročníku.

|  | Přímý postup do Ligy mistrů 2014/15              |
|  | Postup do play-off Ligy mistrů 2014/15           |
|  | Přímý postup do Evropské Ligy UEFA 2014/15       |
|  | Postup do play-off Evropské Ligy UEFA 2014/15    |
|  | Postup do 3. předkola Evropské Ligy UEFA 2014/15 |
|  | Sestup do Segunda División                       |

## Nejlepší střelci
Trofeo Pichichi je udělována deníkem Marca hráči, který vstřelí nejvíce branek v sezóně.
| Pořadí | Hráč              | Klub            | Góly |
| ------ | ----------------- | --------------- | ---- |
| 1      | Cristiano Ronaldo | Real Madrid     | 31   |
| 2      | Lionel Messi      | Barcelona       | 28   |
| 3      | Diego Costa       | Atlético Madrid | 27   |
| 4      | Alexis Sanchez    | Barcelona       | 19   |
| 5      | Karim Benzema     | Real Madrid     | 17   |
| 6      | Aritz Aduriz      | Athletic Bilbao | 16   |
| 6      | Carlos Vela       | Real Sociedad   | 16   |
| 6      | Antoine Griezmann | Real Sociedad   | 16   |
| 9      | Gareth Bale       | Real Madrid     | 15   |
| 9      | Javi Guerra       | Real Valladolid | 15   |
| 9      | Kévin Gameiro     | Sevilla FC      | 15   |
| 9      | Pedro             | Barcelona       | 15   |

Zdroj: pichichi.es

## Vítěz
| Primera División 2013/14 Atlético Madrid (10. titul) |